# Символ євро

Символ євро

Знак Євро (€) — символ валюти євро, офіційної валюти Єврозони Європейського Союзу, опублікований Європейською комісією 12 грудня 1996 року.
Написання символів валют в українській мові правила не регламентують. На практиці, зазвичай, на відміну від символу центу ¢, символи банкнот і зокрема символ євро € на письмі розташовують не після, а до грошового символу.

## Опис символу

Специфікація логотипу євро: повинен друкуватися жовтим кольором (Yellow PMS) на блакитному фоні (Reflex Blue PMS)

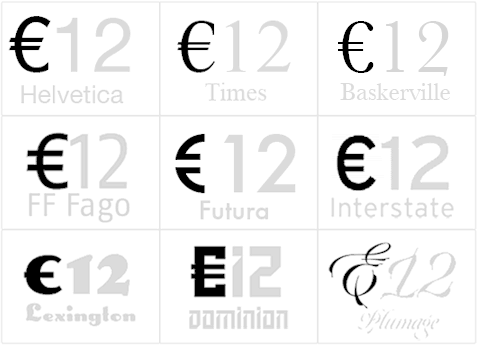
Реалізація символу євро різними шрифтами

Знак євро (€) був спроєктований після того, як методом опитувань громадської думки були обрані два варіанти з десяти пропозицій, і потім Єврокомісія обрала один з них як остаточний варіант. Автором переможного дизайну, як стверджується, була команда з чотирьох експертів, імена яких офіційно не були названі. Офіційна версія створення дизайну євро оспорюється Артуром Ейзенменгером, в минулому провідний графічний дизайнер Європейського співтовариства, який проголошує, що створив цей знак як загальний символ Європи. Неофіційні джерела твердять про Роберта Калина, головного дизайнера банкнот Центрального Банку Австрії, як творця знака євро.
Офіційне представлення символу відбулося 12 грудня 1996.
Знак є, згідно Єврокомісії, «комбінацією грецької літери Епсилон, як показника значущості європейської цивілізації, букви E, що позначає Європу, і перетинаючі знак дві паралельні лінії, які означають стабільність євро». Графічний знак євро вийшов значно схожим з літерою «Є» української абетки.
Європейська комісія також розробила логотип євро з вказівкою точних пропорцій і кольорів переднього плану і фону. Хоча деякі дизайнери шрифтів просто в точності скопіювали логотип євро як знак євро в цих шрифтах, більшість розробили свої варіанти, які часто базуються на букві С у відповідному шрифті, щоб знак валюти мав таку ж ширину, як і арабські цифри.
Символ євро (€) традиційно пишеться з двома горизонтальними штрихами. Проте в таких шрифтах, як High Tower Text і Lexington, він виводиться з одним штрихом.

## Кодування
| Кодування    | Десятковий код | 16-ковий код | Вісімковий код | Двійковий код     |
| ------------ | -------------- | ------------ | -------------- | ----------------- |
| Юнікод       | 8364           | 20AC         | 020254         | 00100000 10101100 |
| Windows-1251 | 0136           | 88           | 0210           | 10001000          |